# Can Sala (Santa Maria de Palautordera)
Can Sala és una masia de Santa Maria de Palautordera (Vallès Oriental) protegida com a Bé Cultural d'Interès Local.

## Descripció
Es tracta d'una masia amb carener perpendicular a la façana, que ha estat reformada en diferents èpoques. Els murs són de paredat vistos. La coberta, que fou sobre alçada tal com deixa veure la diferència entre els dos tipus d'aparell, és a dues vessants de teula àrab amb ràfec de dents de serra i té integrada un cos de galeries. La situació de la finestra de les golfes queda molt lluny respecte l'angle del carener i la situació de les dues finestres laterals. Encara que inicialment constava de planta baixa i pis, actualment té dos pisos a diferents nivells. A la façana nord-est hi ha dos contraforts. La porta principal és d'arc de mig punt adovellat de pedra calcària. Les finestres són de llinda plana sense decorar amb ampit motllurat. A la finestra de la sala hi havia la inscripció: "YOSEPH SA?LA DE LAS / FYGUERAS 1702". A més a més tenia rosetes a l'ampit, igual que la de les golfes. Les dues finestres que flanquegen la sala tenen: una l'ampit de pedra pissarrenca i l'altra té l'ampit de granit. Les de la planta baixa foren engrandides per deixar entrar més llum a les estances. S'han posat llindes de pedra decorades amb dues esvàstiques sinuoses dins un cercle. Té adossat un edifici a la banda sud-oest: està pintat de color groc i reformat. Correspon a l'espai destinat a les corts i la pallissa.

## Història
Aquesta masia està situada al sud del nucli urbà de la zona dels habitatges de tipologia de ciutat jardí, al costat de la riera de Palautordera.
Es va construir al segle xvi, a la façana hi ha una inscripció amb la data de 1734 i en una llinda de la finestra principal la de 1702. Aquestes són dates de renovacions.
Les primeres referències del nom d'aquesta masia apareixen als fogatges. Així, en el fogatge de 1497, hi ha registrat "en Sala de les Figueres", en el fogatge de 1553 fet per Pere Xirau sastre, el nom varia una mica "en Saleda Figueras". En el fogatge de 1515, no hi ha registrat cap Sala de Figueres, però hi consta "lo mas Saleta" i també "en Segimon Saleta". Aquesta masia també surt registrada en el Nomenclàtor de la província de Barcelona de 1860 com can Sala.